# Mansión de Kaucminde
La Mansión de Kaucminde (en alemán: Gut Kauzminde/Kauzmünde) es una casa señorial, también referida como
palacio debido a su diseño, se halla en la región histórica de Zemgale, en Letonia.

## Historia
La mansión fue construida en torno a 1780 por el Conde Peter Ludwig von der Pahlen por el arquitecto de origen danés Severin Jensen. Un proyecto para añadir a la mansión los edificios adyacentes fue completado en 1912, de tal modo que el complejo semicircular también es llamado Palacio de Kaucminde.